# Physcomitrium argentinicum
Physcomitrium argentinicum är en bladmossart som beskrevs av Jean Édouard Gabriel Narcisse Paris 1897. Physcomitrium argentinicum ingår i släktet huvmossor, och familjen Funariaceae. Inga underarter finns listade i Catalogue of Life.